# 윈드리버산맥

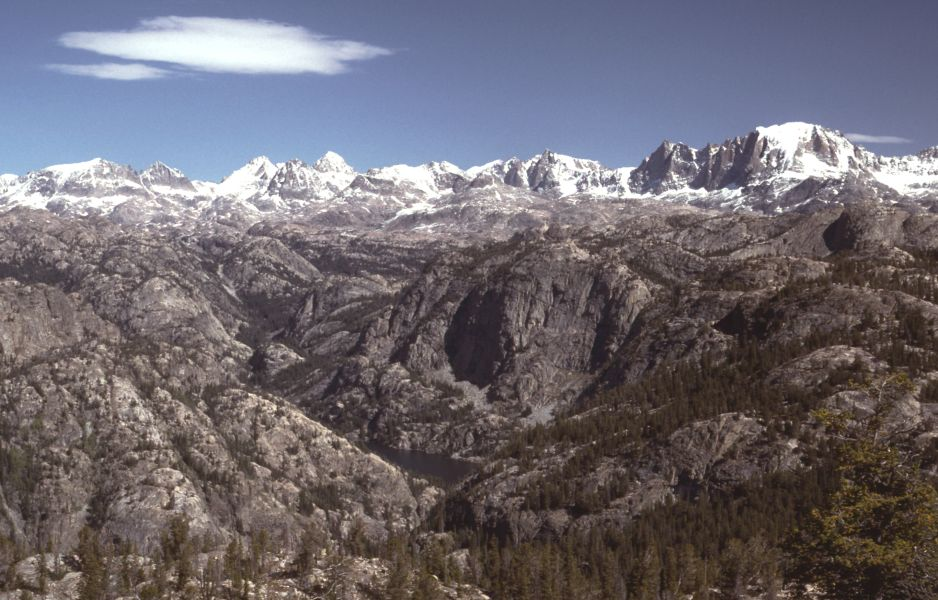

윈드리버산맥(Wind River Range)은 미국 와이오밍주 서부에 있는 로키산맥의 산맥이다. 이 산맥의 범위는 약 160km(100마일) 동안 대략 NW~SE로 이어진다. 콘티넨탈 디바이드(Continental Divide)는 산맥의 꼭대기를 따라가며 4,207m(13,802피트)의 게닛봉(Gannett Peak)을 포함하며 와이오밍주에서 가장 높은 봉우리이다. 또한 와이오밍주에서 세 번째로 높은 봉우리인 13,750피트(4,191m)의 프리몬트 피크(Fremont Peak)도 있다. 3,962m(12,999피트)를 초과하는 다른 이름의 봉우리가 40개 이상 있다. 티톤산맥(Teton Range)의 그랜드티톤(Grand Teton)을 제외하고 게닛 다음으로 와이오밍주에서 가장 높은 19개 봉우리도 윈드리버산맥에 있다.
3개의 야생 지역을 포함한 2개의 대규모 국유림이 산맥의 대부분을 둘러싸고 있다. 쇼쇼니 국유림(Shoshone National Forest)은 대륙 분할의 동쪽에 있고 브리저-티턴 국유림(Bridger-Teton National Forest)은 서쪽에 있다. 국유림과 전체 산맥은 모두 광역 옐로스톤 생태계의 필수적인 부분이다. 산맥의 동쪽 부분은 윈드 리버 인디언 보호구역(Wind River Indian Reservation) 내에 있다.